# Tynset
Tynset este o comună din provincia Innlandet, Norvegia.